# Bulbophyllum stenorhopalon
Bulbophyllum stenorhopalon là một loài phong lan thuộc chi Bulbophyllum.